# Man kallade honom sheriffen
Man kallade honom sheriffen (franska: Le Juge Fayard dit Le Shériff) är en fransk kriminalfilm från 1977 i regi av Yves Boisset.

## Utmärkelser
Filmen vann Louis Delluc-priset 1976

## Roller (urval)
- Patrick Dewaere – domare Fayard "Le Shériff"
- Aurore Clément – Michelle Louvier
- Philippe Léotard – kommissarie Marec
- Michel Auclair – "doktorn"
- Jean Bouise – chefsåklagare Arnould
- Jean-Marc Thibault – Camus
- Daniel Ivernel – Marcheron
- Jean-Marc Bory – Lucien Degueldre
- Henri Garcin – Picot
- Jacques Spiesser – Jacques Steiner
- Marcel Bozzuffi – "kaptenen"
- Yves Afonso – Lecca